# Rose (Einheit)
Die Rose war ein deutsches Stückmaß. Anwendung fand das Maß im Seefischhandel mit Schollen. Das Maß war in Hamburg, Stettin, Danzig, Elbing, Königsberg und anderen küstennahen Städten Handelsgrundlage, auch für getrocknete Plattfische.
- 1 Rose = 20 Stück Schollen